# Ekvatorialguinea vid världsmästerskapen i simsport 2022
Ekvatorialguinea tävlade vid världsmästerskapen i simsport 2022 i Budapest i Ungern mellan den 17 juni och 3 juli 2022. Ekvatorialguinea hade en trupp på tre idrottare.

## Simning
| Idrottare            | Gren                         | Heat            | Heat            | Semifinal        | Semifinal        | Final            | Final            |
| Idrottare            | Gren                         | Tid             | Placering       | Tid              | Placering        | Tid              | Placering        |
| -------------------- | ---------------------------- | --------------- | --------------- | ---------------- | ---------------- | ---------------- | ---------------- |
| Rita Acaba Ocomo     | Damernas 50 meter frisim     | 43,27           | 82              | Gick inte vidare | Gick inte vidare | Gick inte vidare | Gick inte vidare |
| Rita Acaba Ocomo     | Damernas 50 meter bröstsim   | Diskvalificerad | Diskvalificerad | Gick inte vidare | Gick inte vidare | Gick inte vidare | Gick inte vidare |
| Diosdado Miko Eyanga | Herrarnas 100 meter frisim   | 1.10,26         | 98              | Gick inte vidare | Gick inte vidare | Gick inte vidare | Gick inte vidare |
| Diosdado Miko Eyanga | Herrarnas 50 meter fjärilsim | Startade inte   | Startade inte   | Startade inte    | Startade inte    | Startade inte    | Startade inte    |
| Higinio Ndong Obama  | Herrarnas 50 meter frisim    | 29,48           | 89              |                  |                  |                  |                  |
| Higinio Ndong Obama  | Herrarnas 50 meter bröstsim  | Diskvalificerad | Diskvalificerad | Gick inte vidare | Gick inte vidare | Gick inte vidare | Gick inte vidare |